# HD 156513
HD 156513，又名CP-80 828，SAO 258769、HR 6429，是一颗恒星，视星等为5.88，位于銀經312.32，銀緯-23.69，其B1900.0坐标为赤經17h 12m 45.1s，赤緯-80° -23.69′ 59″。